# Epidendrum lagenocolumna
Epidendrum lagenocolumna är en orkidéart som beskrevs av Eric Hágsater och Luis M. Sánchez. Epidendrum lagenocolumna ingår i släktet Epidendrum och familjen orkidéer. Inga underarter finns listade i Catalogue of Life.